# Hegylakó (televíziós sorozat, 1992)
A Hegylakó (eredeti cím: Highlander: The Series) 1992-től 1998-ig futott kanadai–francia televíziós filmsorozat. Az írói Gregory Widen és David Tynan, a rendezői Dennis Berry és Paolo Barzman, a zeneszerzője Roger Bellon, a főszereplői Adrian Paul és Stan Kirsch. A tévéfilmsorozat a Davis-Panzer Productions, a Filmline International és a Gaumont Television gyártásában készült. Műfaját tekintve akciófilm-sorozat, kalandfilmsorozat, filmdráma-sorozat, fantasy filmsorozat, misztikus filmsorozat és sci-fi filmsorozat.

## Ismertető
A Skót-felföldön 1592-ben született főhős, Duncan MacLeod már 400 év óta éli küzdelmes életét. Az eltelt évszázadokban volt már szerelmes, küzdött mások szabadságáért, ellenállt a csábításnak és megvédte azokat, akiket arra érdemesnek talált. Több hozzá hasonló halhatatlan él a Földön: jók, rosszak egyaránt. Duncan MacLeod időnként életre szóló párbajt vív egy-egy társával: a legyőzött életét veszti, a győztes pedig elnyeri ellenfele erejét.

## Szereplők
| Szereplő           | Színész              | Magyar hang                             |
| ------------------ | -------------------- | --------------------------------------- |
| Duncan MacLeod     | Adrian Paul          | Gesztesi Károly                         |
| Richie Ryan        | Stan Kirsch          | Czvetkó Sándor                          |
| Joe Dawson         | Jim Byrnes           | Vass Gábor                              |
| Tessa Noel         | Alexandra Vandernoot | Csomor Csilla                           |
| Dr. Anne Lindsey   | Lisa Howard          | Vándor Éva                              |
| Adam Pierson       | Peter Wingfield      | Galbenisz Tomasz                        |
| Amanda Darieux     | Elizabeth Gracen     | Németh Zsuzsa (1-4. évad 7. részig)     |
| Amanda Darieux     | Elizabeth Gracen     | Farkasinszky Edit (4. évad 1-6. részig) |
| Charlie DeSalvo    | Philip Akin          | Barabás Kiss Zoltán                     |
| Maurice            | Michel Modo          | Kránitz Lajos                           |
| James Horton       | Peter Hudson         | Hegedűs D. Géza (1-2. évad)             |
| James Horton       | Peter Hudson         | Koncz István (5-12. részig)             |
| James Horton       | Peter Hudson         | Nagy Gábor (6. évad)                    |
| Randi MacFarland   | Amanda Wyss          | ?                                       |
| Darius             | Werner Stocker       | Végh Péter                              |
| Hugh Fitzcairn     | Roger Daltrey        | Sörös Sándor                            |
| Hugh Fitzcairn     | Roger Daltrey        | Hirtling István                         |
| Kalas              | David Robb           | Dörner György                           |
| Kronos             | Valentine Pelka      |                                         |
| Xavier St. Cloud   | Roland Gift          | Pusztaszeri Kornél                      |
| Marcus Constantine | James Faulkner       |                                         |

## Epizódok
| Évad | Évad | Részek száma | Részek száma | Eredeti sugárzás     | Eredeti sugárzás | Magyar sugárzás | Magyar sugárzás |
| Évad | Évad | Részek száma | Részek száma | Évadbemutató         | Évadzáró         | Évadbemutató    | Évadzáró        |
| ---- | ---- | ------------ | ------------ | -------------------- | ---------------- | --------------- | --------------- |
|      | 1.   | 22           | 22           | 1992. október 3.     | 1993. május 22.  | n. a.           | n. a.           |
|      | 2.   | 22           | 22           | 1993. szeptember 27. | 1994. május 23.  | n. a.           | n. a.           |
|      | 3.   | 22           | 22           | 1994. szeptember 26. | 1995. május 29.  | n. a.           | n. a.           |
|      | 4.   | 22           | 22           | 1995. szeptember 25. | 1996. május 26.  | n. a.           | n. a.           |
|      | 5.   | 18           | 18           | 1996. szeptember 23. | 1997. május 19.  | n. a.           | n. a.           |
|      | 6.   | 13           | 13           | 1997. október 5.     | 1998. május 16.  | n. a.           | n. a.           |